# Michaelismesse (Miltenberg)

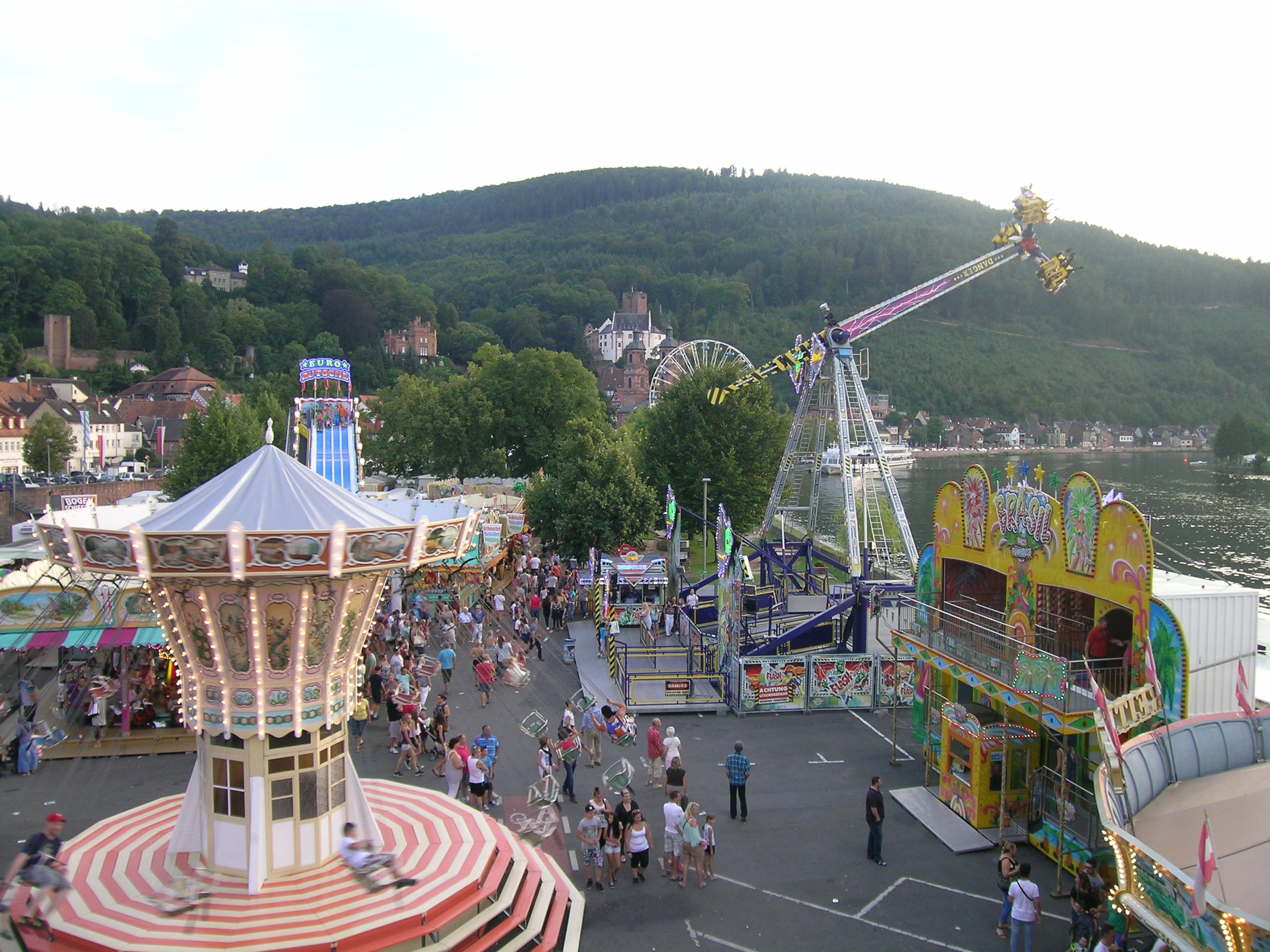
Michaelismesse

Die Michaelismesse ist ein traditionsreiches Volksfest in der unterfränkischen Stadt Miltenberg. Es findet jährlich vom letzten Wochenende im August bis zum ersten Sonntag im September statt. Die am Ufer des Untermains stattfindende Michaelismesse gilt als das größte Volksfest in der Region Bayerischer Untermain. Eine Michaelismesse findet auch, neben anderen Orten, jedes Jahr in der Stadt Wertheim am Main statt.
Der Ursprung der Michaelismesse reicht bis in das Jahr 1367 zurück. Auf Bitte des Mainzer Erzbischofs Gerlach von Nassau räumte Kaiser Karl IV. der Stadt am 6. Januar 1367 das Recht ein, jährlich einen Handelsmarkt abzuhalten. Ursprünglich lag die Messe zwischen dem Gedenktag des Heiligen Sixtus II. am 7. August und Mariä Himmelfahrt. Erst 1425 wurde sie auf den Michaelistag am 29. September gelegt und trägt seither den Namen des Erzengels Michael. Über die Jahre entwickelte sich neben der Ausstellung der Gewerbetreibenden auch ein Vergnügungsfest. 
Traditionell wechselten sich die beiden ortsansässigen Brauereien Faust und Kalt-Loch-Bräu bei der Herstellung des Messebieres jährlich ab. Nach Einstellung des Braubetriebs der Kalt-Loch-Bräu in Miltenberg im März 2010 liefert nur noch das Brauhaus Faust.
Infolge der COVID-19-Pandemie wurde die Michaelismesse 2020 und 2021 ausgesetzt. Zwei Jahre in Folge sind die Schausteller nicht in Miltenberg am Mainufer zusammengekommen. Im Jahr 2021 gab es von der Stadt Miltenberg jedoch die Erlaubnis zumindest das Festzelt aufzubauen und unter den geltenden Hygieneregeln dort Bier auszuschenken. Für 24. August bis 1. September 2024 wurde wieder eine Michaelismesse mit Feierlichkeiten in der historischen Altstadt bis in die Nacht geplant.